# Cleilton Itaitinga
Cleilton Itaitinga (Itaitinga, 1998. október 4. –) brazil labdarúgó, a svájci Sion csatárja.

## Pályafutása
Itaitinga a brazíliai Itaitinga községben született. Az ifjúsági pályafutását a Palmeiras és a Vitória csapatában kezdte, majd 2018-ban a Fortaleza akadémiájánál folytatta.
2016-ban mutatkozott be a Tiradentes felnőtt csapatában. 2018-ban a svájci első osztályban érdekelt Sion szerződtette. 2018. szeptember 27-én, a Zürich ellen 2–1-re elvesztett bajnokin debütált és egyben meg is szerezte első gólját a klub színeiben. 2021 januárja és júniusa között a francia Pau csapatánál szerepelt kölcsönben. Először a 2021. január 23-ai, Troyes ellen 1–0-ás vereséggel zárult mérkőzés 73. percében, Cheikh Sabaly cseréjeként lépett pályára. Első gólját 2021. február 2-án, az Amiens ellen 2–0-ra megnyert találkozón szerezte meg.

## Statisztika
2023. április 16. szerint.
| Klub             | Szezon   | Bajnokság          | Bajnokság | Bajnokság | Kupa  | Kupa  | Nemzetközi | Nemzetközi | Összesen | Összesen |
| Klub             | Szezon   | Bajnokság          | Mérk.     | Gólok     | Mérk. | Gólok | Mérk.      | Gólok      | Mérk.    | Gólok    |
| ---------------- | -------- | ------------------ | --------- | --------- | ----- | ----- | ---------- | ---------- | -------- | -------- |
| Sion             | 2018–19  | Swiss Super League | 9         | 4         | 1     | 0     | —          | —          | 10       | 4        |
| Sion             | 2019–20  | Swiss Super League | 25        | 3         | 2     | 0     | —          | —          | 27       | 3        |
| Sion             | 2020–21  | Swiss Super League | 9         | 0         | 0     | 0     | —          | —          | 9        | 0        |
| Sion             | 2021–22  | Swiss Super League | 24        | 3         | 0     | 0     | —          | —          | 24       | 3        |
| Sion             | 2022–23  | Swiss Super League | 27        | 4         | 3     | 2     | —          | —          | 30       | 6        |
| Sion             | Összesen | Összesen           | 94        | 14        | 6     | 2     | 0          | 0          | 100      | 16       |
| Pau (kölcsönben) | 2020–21  | Ligue 2            | 18        | 3         | 0     | 0     | —          | —          | 18       | 3        |
| Összesen         | Összesen | Összesen           | 112       | 17        | 6     | 2     | 0          | 0          | 118      | 19       |